# Jeffrey M. Berry
Jeffrey M. Berry (* 19. Februar 1948 in Fresno, California) ist ein US-amerikanischer Politikwissenschaftler und Hochschullehrer an der Tufts University.

## Leben und Wirken
Jeffrey M. Berry studierte Politikwissenschaft an der University of California Berkeley und erwarb dort 1970 den Bachelorgrad. Zwei Jahre später (1972) erhielt er an der Johns Hopkins University den Magistergrad und promovierte hier 1974 zum Ph.D. Seine gesamte akademische Karriere erfolgte an der Tufts University. Nach kurzer Zeit als Assistenzprofessor erhielt er hier eine ordentliche Professur für Politikwissenschaft, die er bis 2023 wahrnahm. Als Gastwissenschaftler hielt er sich mehrmals an der Brookings Institution in Washington, D.C. auf (1973/74. 1976/77 und 2000). Im Jahre 1988 hatte Berry eine Gastprofessur an der Harvard University inne. Gastvorträge hielt er vor allem in Japan und Singapur.
In Forschung, Lehre und seinen Veröffentlichungen beschäftigt sich Berry vor allem mit dem Wirken von Interessengruppen, insbesondere den „Public interest groups“, die öffentliche Interessen breiter Bevölkerungskreise vertreten.

## Veröffentlichungen (Auswahl)
- (Mitautor): To enact a law. Congress and campaign financing. Praeger, New York 1972.

- (mit Jerry Goldman): Congress and public policy. A study of the Federal Election Campaign Act of 1971. In: Harvard Journal on Legislation, Bd. 10 (1973), S. 331–365.

- Lobbying for the people. The political behavior of public interest groups. Princeton University Press, Princeton, NJ 1977, ISBN 0-691-02178-3.
- On the origins of public interest groups. A test of two theories. In: Polity, Bd. 3 (1978), S. 379–397
- Feeding hungry people. Rulemaking in the food stamp program. Rutgers University Press, New Brunswick, NJ 1984, ISBN 0-8135-1013-9.
- The interest group society. Little, Brown and Co., Boston 1984, ISBN 0-316-09212-6 (6. Aufl., mit Clyde Wilcox. Routledge, New York 2018, ISBN 978-1-138-69173-5).
- (mit Kent E. Portney u. Ken Thomson): The rebirth of urban democracy. Brookings Institution Press, Washington, D.C. 1993, ISBN 0-8157-0927-7.
- The new liberalism. The rising power of citizen groups. Brookings Institution Press, Washington, D.C. 1999, ISBN 0-8157-0908-0.
- (mit David F. Arons): A voice for nonprofits. Brookings Institution Press, Washington, D.C. 2003, ISBN 0-8157-0912-9.
- Nonprofits and civic engagement. In: Public Administration Review, Bd. 65 (2005), S. 568–578.
- (Mitautor): Lobbying and policy change. The University of Chicago Press, Chicago 2009, ISBN 0-226-03944-7.
- (Hrsg., mit L. Sandy Maisel): The Oxford handbook of American political parties and interest groups. Oxford University Press, Oxford 2010, ISBN 978-0-19-960447-0.
- (mit Sarah Sobiera): From incivility to outrage. Political discourse in blogs, talk radio, and cable news. In: Political communication, Bd. 28 (2011), S. 19–41.
- (mit Kenneth Janda u. Jerry Goldman): The challenge of democracy. American government in global politics. 11. Aufl. Wadsworth, Boston, Mass. 2012, ISBN 0-495-90618-2.
- (mit Sarah Sobiera): The outrage industry. Political opinion media and the new incivility. Oxford University Press, Oxford 2014, ISBN 978-0-19-992897-2.
- (mit James M. Glaser): Compromising positions. Why Republican partisans are more rigid than democrats. In: Political Science Quarterly, Bd. 133 (2018), S. 99–125.
- (mit Kristin A. Goss): Donors for democracy? Philantropy and the challenges facing America in the twenty-first century. In: Interest Groups & Advocacy, Bd. 7 (2018), S. 233–257.